# اللجنة البرلمانية المشتركة للاستخبارات والأمن
إن اللجنة البرلمانية المشتركة للاستخبارات والأمن (PJCIS) هي الهيئة المسؤولة عن الإشراف على ست وكالات استخبارات: رئيسية في أستراليا وهي منظمة الاستخبارات الأمنية الأسترالية (ASIO) ودائرة الاستخبارات السرية الأسترالية (ASIS) ومديرية الإشارات الدفاعية (DSD) ومنظمة استخبارات الدفاع (DIO) ومنظمة التصوير الدفاعي والجيوفضائي (DIGO) ومكتب التقييمات الوطنية (ONA).

## معلومات تاريخية
تم تعيين اللجنة البرلمانية المشتركة في ASIO وASIS وDSD في مارس 2002 بموجب قانون خدمات المخابرات لعام 2001 لتحل محل اللجنة السابقة البرلمانية المشتركة في ASIO (التي أنشئت عام 1988) واللجنة المختارة المشتركة المعنية بأجهزة الاستخبارات. وفي 2 ديسمبر 2005، غيرت اللجنة اسمها إلى اللجنة البرلمانية المشتركة للاستخبارات والأمن (PJCIS). وقد تم توسيع اختصاص اللجنة من قبل الحكومة لتشمل وكالات (DIO) و (DIGO) و (ONA) في أعقاب توصيات اللجنة المستقلة للتحقيق في الفيضانات في يوليو 2004.

## الوظيفة والهيكل
إن الوظيفة الرئيسية للجنة PJCIS هي المراجعة الإدارية والمالية والرقابة على وكالات (ASIO) و (ASIS) و (DSD). ويمكن للجنة أيضًا استعراض المسائل المتصلة بالوكالات الثلاث المشار إليها بواسطة قرار برلماني أو بطلب من الوزير المسؤول عن الوكالة قيد البحث. ولا تستعرض اللجنة جمع المعلومات الاستخباراتية أو الإجراءات التنفيذية أو الأولويات كما أنها لا تجري تحقيقات في الشكاوى الفردية حول أنشطة وكالات (ASIO) أو (ASIS) أو (DSD).
تتألف اللجنة من أحد عشر عضوًا: خمسة من مجلس الشيوخ وستة من مجلس النواب. وستة أعضاء من الحكومة (حزب العمال الأسترالي) (ALP) وأربعة من المعارضة (الأحزاب الليبرالية والوطنية) وعضو واحد مستقل.

### أعضاء اللجنة (بتاريخ 7 مايو 2012)
- المبجل أنتوني بيرن، عضو في البرلمان (رئيسًا) (ALP)
- المبجل فيليب رادوك، عضو في البرلمان (نائب الرئيس) (ليبرالي)
- السيناتور مارك بيشوب (ALP)
- السيناتور المبجل جورج براندس (ليبرالي)
- السيناتور المبجل جون فولكنر (ALP)
- السيناتور المبجل ديفيد جونستون (ليبرالي)
- السيناتور المبجل أورسولا ستيفنس (ALP)
- السيد مايكل دانبي، عضو في البرلمان (ALP)
- السيد جون فوريست]، عضو في البرلمان (وطني)
- المبجل كيفين رود، عضو في البرلمان (ALP)
- السيد أندرو ويلكي، عضو في البرلمان (مستقل)

### وكالات الاستخبارات
- منظمة الاستخبارات الأمنية الأسترالية
- دائرة الاستخبارات السرية الأسترالية
- مديرية الإشارات الدفاعية
- منظمة استخبارات الدفاع
- منظمة التصوير الدفاعي والجيوفضائي
- مكتب التقييمات الوطنية

### التشريع
- قانون خدمات المخابرات لعام 2001
- قانون تعديل خدمات المخابرات لعام 2004

## وصلات خارجية
- Official website

‌